# Mathias Rosenlund
Mathias Rosenlund, född 1981 i Stockholm, är en finlandssvensk författare. Han nomimerades till Runebergspriset för sin bok Kopparbergsvägen 20 som hyllades av kritiker för dess fattigdomsskildring.
Rosenlund var Vegas sommarpratare år 2014.